# Wiskitki
Wiskitki – miasto w Polsce położone w województwie mazowieckim, w powiecie żyrardowskim, w gminie Wiskitki nad Pisią Gągoliną. Siedziba gminy miejsko-wiejskiej Wiskitki. Administracyjnie ma status sołectwa. Leżą 4 km od Żyrardowa, przy węźle autostrady A2 z drogą krajową nr 50.

## Historia
Miasto założone przed 1349 rokiem, ponowne nadanie praw miejskich przez Zygmunta III Wazę w 1595 roku. Miasto królewskie, w 1792 roku położone w starostwie guzowskim w ziemi sochaczewskiej województwa rawskiego. Prawa miejskie utraciły 31 maja 1870, przywrócone przejściowo przez okupanta podczas I wojny światowej (1916–1919). Miejscowość odzyskała status miasta z dniem 1 stycznia 2021.
1867–1939 siedziba jednoosadowej gminy Wiskitki, 1940–1954 w gminie Żyrardów-Wiskitki z siedzibą w Żyrardowie, 1954–1972 siedziba gromady Wiskitki, a od 1973 w obecnej gminie Wiskitki. W latach 1975–1998 miejscowość administracyjnie należała do województwa skierniewickiego.

Dawny herb Wiskitek

Pierwsze wzmianki o Wiskitkach pochodzą z 1221. Osada powstała przy dworze myśliwskim (stąd w herbie głowa tura i topór) na terenie obecnej wsi Stare Wiskitki (Starowiskitki). Zlokalizowana była w Puszczy Wiskickiej przy trakcie z Rawy do Sochaczewa. Później została przeniesiona na obecne miejsce i była zwana Wiskitkami Młodymi lub Kościelnymi. 
18 lutego 1345 roku w Wiskitkach zmarł piastowski książę Siemowit II rawski. W Wiskitkach na polowaniach bywali królowie: Władysław Jagiełło, Jan Olbracht, Zygmunt August. 
Prawa miejskie nadał Wiskitkom król Zygmunt III w 1595 (1593), jednak prawdopodobnie nie był to pierwszy przywilej lokacyjny, gdyż już od XIV wieku osada jest nazywana na przemian miastem i wsią. Jako datę wcześniejszej lokacji podaje się 1349. W 1870 Wiskitki utraciły prawa miejskie.
Podczas II wojny światowej mieścił się tu sztab powiatowy Gwardii Ludowej a później dowództwo powiatowe Armii Ludowej (po wojnie w budynek szkoły została wmurowana tablica pamiątkowa upamiętniająca ten fakt).
Do 1954 istniała gmina Żyrardów-Wiskitki. W latach 1975–1998 miejscowość administracyjnie należała do województwa skierniewickiego.
1 października 2018 na miejscowym cmentarzu został pochowany dziennikarz Ignacy Stanisław Krasicki (1928–2018).

## Zabytki

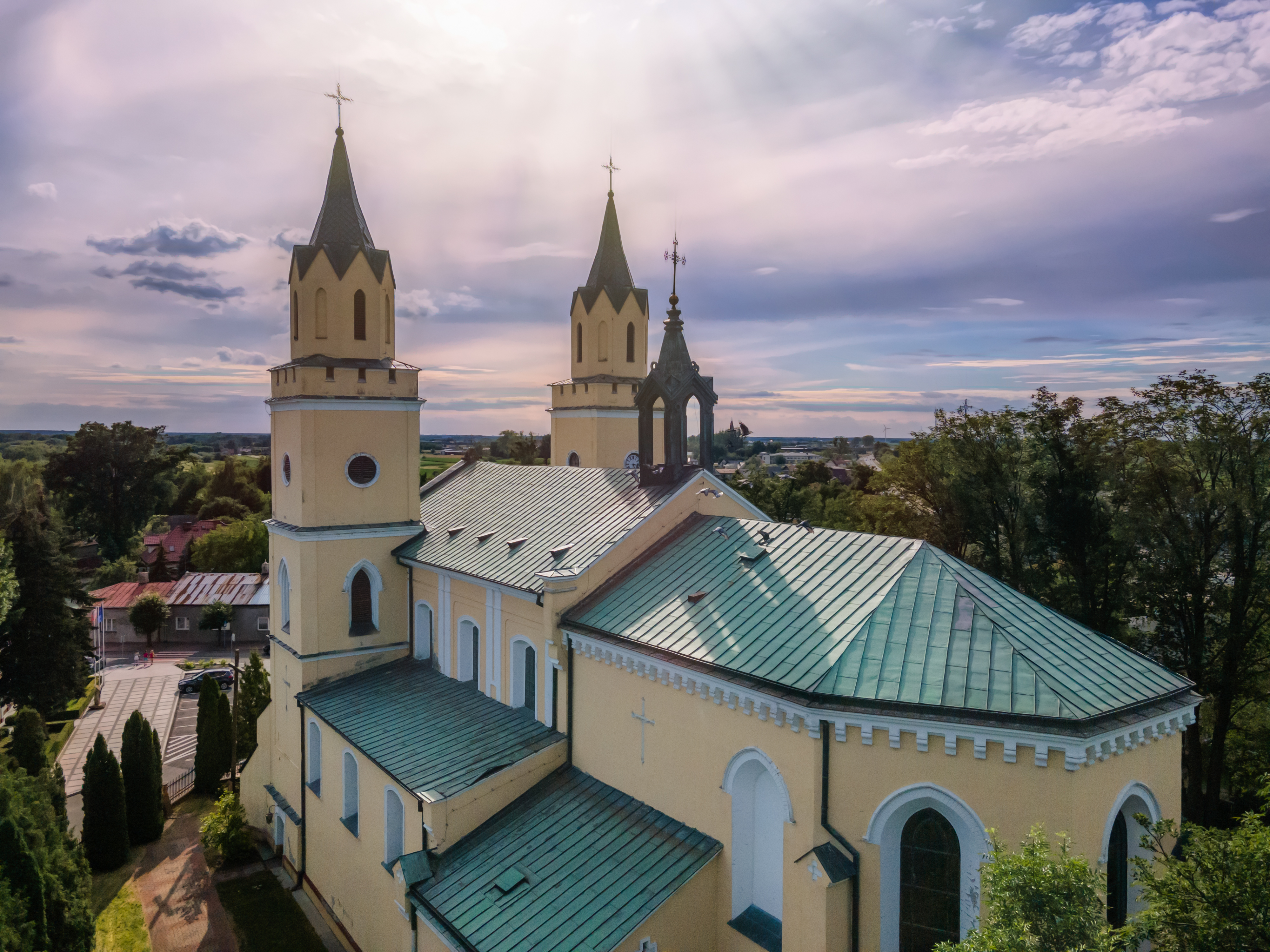
Kościół pw. Wszystkich Świętych i św. Stanisława

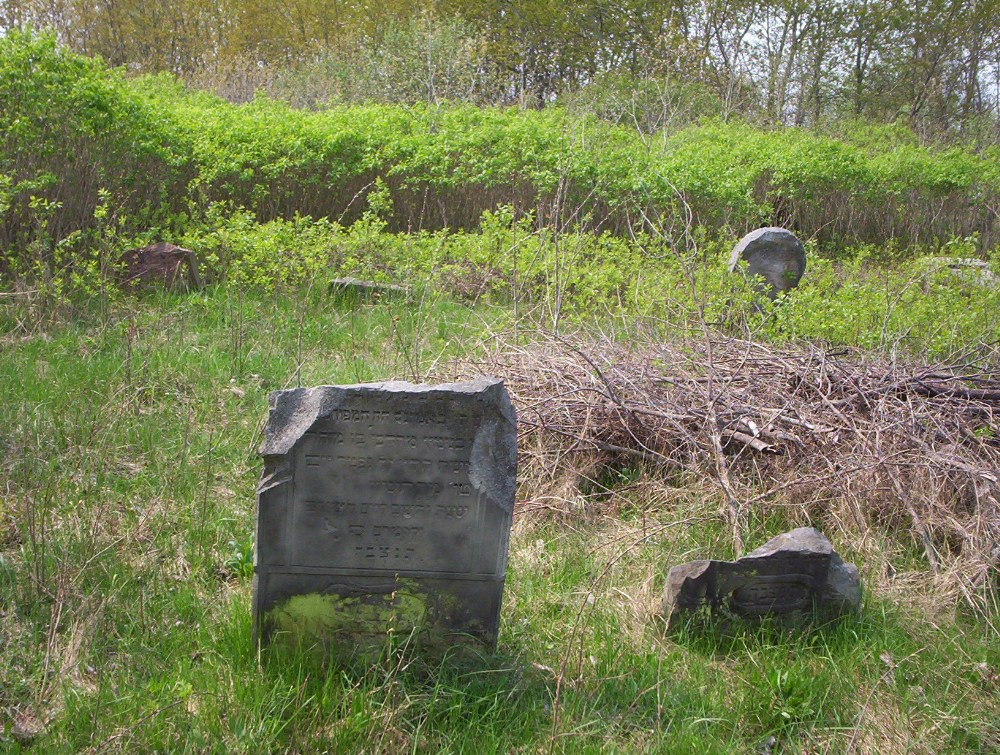
Cmentarz żydowski

- Kościół pw. Wszystkich Świętych i św. Stanisława, wybudowany w 1585, później przebudowany.
- „Kamienica hrabska” z XVIII wieku w narożu rynku. Mieściła się w niej karczma, a w XIX wieku została przebudowana na koszary wojskowe.
- Cmentarz katolicki z kaplicą grobową Łubieńskich (I połowa XIX wieku)
- Cmentarz żydowski
- Cmentarz wojenny z I i II wojny światowej
- Cmentarz protestancki z początku XIX wieku